# Fabric
Fabric (пишется fabric) — ночной клуб в Фаррингдоне, Лондон, Англия. Основан в 1999 году на Чартерхаус-стрит напротив Смитфилд-маркета. Клуб был признан клубом № 1 в мире по версии DJ Magazine «100 лучших клубов» в 2007 и 2008 годах и занял второе место в мире в 2009, 2010 и 2017 годах.
Fabric был закрыт, а его лицензия была отозвана Советом Ислингтона в 2016 году после двух смертей, связанных с наркотиками, в клубе. После кампании по спасению клуба ему разрешили вновь открыться с повышенными мерами безопасности и ограничениями.
Клуб также известен серией ежемесячно выходивших CD под лейблом «fabric» и «FABRICLIVE».

## История
Клуб был основан Китом Рейли и Кэмероном Лесли и открыт 29 октября 1999 года.
Fabric занял место бывших столичных холодильных складов. Смитфилдский мясной рынок расположен и работает прямо напротив. Района застраивался в викторианскую эпоху рядом с близлежащими достопримечательностями: виадуком Холборн и мостом Флит-Вэлли.
В fabric три отдельных зала с независимыми звуковыми системами; в двух залах есть сцены для живых выступлений. Особенностью клуба является вибрирующий пол в первом зале: танцпол, известный как «бодисоник», секции пола прикреплены к 400 басовым преобразователям, излучающим басовые частоты воспроизводимой музыки.
В 2010 году Fabric ненадолго перешёл под внешнее управление после того, как ее дочерний клуб Matter, с которым у нее был перекрестно-гарантированный кредит, объявил о закрытии на лето из-за финансовых трудностей, возникших в результате продолжающихся задержек с модернизацией TfL Jubilee Line. Fabric поступила в продажу 1 июня 2010 года. 24 июня было объявлено, что fabric больше не находится под управлением и был куплен консорциумом Fabric Life.

### Закрытие и открытие в 2016 г.
7 сентября 2016 года, после расследования смерти двух человек в клубе, связанной с наркотиками, Лесли предстал перед лицензионным советом, чтобы защитить политику fabric по отношению к наркотикам и наркоторговцам в  клубе. Лицензия Fabric была отозвана, и было объявлено, что площадка будет закрыта навсегда. Была запущена кампания по восстановлению клуба, которую поддержали и популяризировали диджеи, музыканты, посетители заведений и несколько политиков. Мэр Лондона Садик Хан раскритиковал это решение и поместил его в контекст того, что город потерял 50% ночных клубов с 2008 года, «спад, [который] должен прекратиться, если Лондон хочет сохранить свой статус круглосуточного города с ночной жизнью мирового класса».
После закрытия сторонники клуба запустили кампанию в социальных сетях и краудфандинг в поддержку открытия клуба. Более 200 000 фунтов стерлингов было собрано в фонд судебной борьбы для обжалования решения совета. В ноябре 2016 года в новостях сообщалось, что совет и руководство клуба работают над внесудебным урегулированием, которое может привести к возобновлению работы клуба. 21 ноября 2016 года fabric и Совет Ислингтона достигли соглашения о том, что клуб может вновь открыться на более строгих условиях: новая система идентификации с фотографией, скрытое наблюдение, пожизненный запрет для всех, кто уличен в торговле или хранении незаконных наркотиков, а также запрет на участие лиц младше 19 лет с 8 вечера пятницы  до 8 утра понедельника.
Вскоре после того, как эти изменения были внесены, было объявлено, что fabric вдвое сократит количество вечеров "FABRICLIVE", включая их знаменитую драм-н-бэйс-резиденцию Playaz, что вызвало недовольство среди фанатов.

## В популярной культуре
Ночной клуб использовался в качестве места съемок первого сезона триллера BBC America «Убивая Еву» ( 2018 – настоящее), в эпизоде «Разве я тебя не знаю?»

## Награды и номинации

### 100 лучших клубов по версииDJ Magazine
| Год  | Позиция | Ref.   |
| ---- | ------- | ------ |
| 2006 | Победа  | [ 20 ] |
| 2007 | 2       | [ 21 ] |
| 2008 | Победа  | [ 22 ] |
| 2009 | 2       | [ 23 ] |
| 2010 | 2       | [ 24 ] |
| 2011 | 2       | [ 25 ] |
| 2012 | 8       | [ 26 ] |
| 2013 | 4       | [ 27 ] |
| 2014 | 4       | [ 28 ] |
| 2015 | 15      | [ 29 ] |
| 2016 | 15      | [ 30 ] |
| 2017 | 2       | [ 31 ] |
| 2018 | 9       | [ 32 ] |
| 2019 | 15      | [ 33 ] |
| 2020 | 24      | [ 34 ] |
| 2021 | 13      | [ 35 ] |
| 2022 | 13      | [ 36 ] |
| 2023 | 17      | [ 37 ] |